# Jazovnik
Jazovnik (Servisch: Јазовник) is een plaats in de Servische gemeente Vladimirci. De plaats telt 599 inwoners (2002).